# 恋＝Do!
「恋＝Do!」（こいはドゥ）は、1981年（昭和56年）1月12日にリリースされた田原俊彦の3作目のシングル。

## 背景
バックダンサー「ジャPAニーズ」のメンバーの乃生佳之が、「チャチャ人形」姿で踊っている。

## ディスクジャケット
レコードジャケットはアングル違い・衣装違いの2種類が存在する。

## 記録
田原自身2作目のオリコン週間チャート1位を記録。シングル売上では約60万枚のセールスを記録し、前年発売の「ハッとして!Good」に次ぐ売上を記録した。

## 収録曲
| 全作曲: 小田裕一郎。 |                  |                |            |          |      |
| #                    | タイトル         | 作詞           | 作曲・編曲 | 編曲     | 時間 |
| 1.                   | 「恋＝Do!」      | 小林和子       | 小田裕一郎 | 大谷和夫 | 3:11 |
| 2.                   | 「空とぶハート」 | 小林和子・沙羅 | 小田裕一郎 | 船山基紀 | 3:04 |
| 合計時間:            | 合計時間:        | 合計時間:      | 合計時間:  | 6:15     |      |

## カバー
| 曲名    | アーティスト | 収録作品        | 発売日         | 備考         |
| ------- | ------------ | --------------- | -------------- | ------------ |
| 恋＝Do! | 小田裕一郎   | 『LIFE-ODA 3』  | 1986年10月15日 | セルフカバー |
| 恋＝Do! | 及川光博     | 『GOLD SINGER』 | 2004年12月22日 |              |

## 参考資料
- アルバム『田原俊彦A面コレクション』（ポニーキャニオン、1986年）
- アルバム『BEST OF TOSHIHIKO TAHARA』（ポニーキャニオン、1998年）